# Batesville, Arkansas
Batesville är en stad (city) i Independence County, i delstaten Arkansas, USA. Enligt United States Census Bureau har staden en folkmängd på 10 305 invånare (2011) och en landarea på 28,4 km². Batesville är huvudort i Independence County.